# Silnice II/257
Silnice II/257 je silnice II. třídy, která vede z Kozel do Bíliny. Je dlouhá 12,3 km. Prochází jedním krajem a dvěma okresy.

## Vedení silnice

### Ústecký kraj, okres Louny
- Kozly (křiž. I/28, I/15, III/2497, III/5692a, III/5692, peáž s I/15)

### Ústecký kraj, okres Teplice
- Žichov (křiž. III/2571)
- Mirošovice (křiž. III/2572, III/2573)
- Hrobčice (křiž. III/2574, III/2576)
- Bílina (křiž. I/13, III/2577)